# Ибрагим Эдхем-паша
Ибрагим Эдхем-паша (тур. İbrahim Edhem Paşa, 1818—1893) — османский государственный деятель XIX века, этнический грек.

## Биография
Ибрагим Эдхем родился на острове Хиос в греческой православной семье. В 1822 году во время Хиосской резни его родители были убиты турецкими солдатами, а он сам продан в рабство. В Стамбуле его усыновил великий визирь Коджа Мехмед Хюсрев-паша, не имевший собственной семьи, дал ему имя «Ибрагим Эдхем» и помог получить хорошее образование — сначала в Османской империи, а затем в Париже, где Ибрагим Эдхем учился в Эколь де Мин вместе с Луи Пастером.
С ноября 1856 по апрель 1857 Ибрагим Эдхем был министром иностранных дел, с декабря 1859 по июль 1861 — министром торговли, с февраля по май 1863 — министром общественных работ, параллельно с марта по май 1863 — министром образования, с марта 1865 по июнь 1866 — вновь министром торговли. С сентября 1866 года он стал губернатором Трикалы, с июня 1867 — губернатором Янины, и оставался на этом посту вплоть до марта 1868 года.
Затем Ибрагим Эдхем вновь вернулся в правительство. С августа 1870 по июнь 1871 он был министром юстиции, с июня 1871 по январь 1873 — министром общественных работ, с сентября 1871 по август 1872 — министром торговли, с февраля 1874 по июнь 1875 — вновь министром общественных работ. С апреля по декабрь 1876 он возглавлял посольство в Берлин, а с 26 декабря 1876 по 5 февраля 1877 возглавлял Девлет-и Шура.
В январе 1877 года завершилась Константинопольская конференция, ставшая дипломатическим провалом Османской империи. Виновником провала султан Абдул-Хамид II счёл великого визиря Мидхат-пашу и, отправив его в отставку, сделал новым великим визирем Ибрагима Эдхем-пашу. Вскоре лишённую дипломатической поддержки Запада Османскую империю атаковала Россия, и Ибрагим Эдхем руководил государством практически всю русско-турецкую войну, однако падение Плевны привело к его отставке.
С марта 1879 по март 1882 Ибрагим Эдхем был послом в Вене, с марта 1883 по октябрь 1885 — министром внутренних дел.

## Семья
У Ибрагима Эдхем-паши было три сына. Старший Осман Хамди-бей (1842—1910) — художник и археолог, основатель стамбульского археологического музея и университета изящных искусств. Средний, Исмаил Галиб-бей (1848—1895) — считается основателем турецкой нумизматики как научной дисциплины. Младший, Халил Эдхем Эльдем (1861—1938) — возглавил музей после смерти Османа Хамди-бея, после создания Турецкой республики был членом Великого национального собрания.